# Josida Josikacu
Josida Josikacu (吉田 義勝; Hepburn: Yoshida Yoshikatsu; 1941. október 30. –) olimpiai bajnok japán birkózó. Az 1964. évi nyári olimpiai játékokon 52 kilogrammban aranyérmet szerzett.
Josida a Nihon Egyetemen végzett, majd a Meiji Dairies vállalatnál kezdett dolgozni, ahol az igazgatótanács tagja lett.
Gyakran összetévesztik Josida Eikacuval (吉田栄勝), Josida Szaori birkózónő apjával.

## Olimpiai szereplése
| Versenyző       | Versenyszám | 1. forduló                    | 2. forduló                      | 3. forduló                 | 4. forduló                        | 5. forduló             | Döntő                                                        | Helyezés |
| Versenyző       | Versenyszám | Ellenfél Eredmény             | Ellenfél Eredmény               | Ellenfél Eredmény          | Ellenfél Eredmény                 | Ellenfél Eredmény      | Ellenfél Eredmény                                            | Helyezés |
| --------------- | ----------- | ----------------------------- | ------------------------------- | -------------------------- | --------------------------------- | ---------------------- | ------------------------------------------------------------ | -------- |
| Josida Josikacu | 52 kg       | André Zoete (FRA) · kétvállas | César del Rio (MEX) · kétvállas | Cemal Yanılmaz (TUR) · 1-3 | Vincenzo Grassi (ITA) · kétvállas | Ali Aliyev (URS) · 1-3 | 1. mérkőzés · Csang Cshangszon (Jang Chang-seon) (KOR) · 1-3 |          |